# Dům u dálnice
Dům u dálnice (v originále Home) je francouzsko-švýcarsko-belgický hraný film z roku 2008, který režírovala Ursula Meier. Snímek měl světovou premiéru na filmovém festivalu v Cannes dne 18. května 2008.

## Děj
Rodina žije v domě na okraji dálnice, která nebyla nikdy dokončena. Staveniště je uzavřené už deset let a zdá se, že práce se už nikdy neobnoví. Úsek dálnice se stal prodloužením jejich území, umístili tam křeslo a nafukovací bazén, mladý Julien tam jezdí na kole a cesta do práce pro otce, do školy pro dvě nejmladší děti, začíná přechodem dálnice. Žijí klidným životem plným malých radostí.
Jednoho dne ale dorazí dělníci a dálnici dokončí. Pod jejich okny začne projíždět proud aut. Cesta do práce nebo do školy vyžaduje riskovat život na dálnici nebo projíždět špinavým tunelem. Marion se stává posedlou znečištěním a je přesvědčená, že všichni onemocní. Prozkoumá své tělo a tělo svého bratra Juliena a hledá podezřelé skvrny. Judith se dál opaluje v bikinách před domem a přitahuje pozornost a troubení řidičů kamionů.
Neustálý hluk postupně vyčerpává členy rodiny. Jednoho dne Judith odejde, aniž by to komukoli řekla.
Michael zazdí okna domu a celá rodina se ocitne ve tmě. Vyčerpání rodiny se zhoršuje. Judith se vrací, ale najde dům zazděný a myslí si, že je prázdný.

## Obsazení
| Isabelle Huppertová | Marthe |
| Olivier Gourmet     | Michel |
| Adélaïde Leroux     | Judith |
| Madeleine Budd      | Marion |
| Kacey Mottet-Klein  | Julien |

## Ocenění
- César: nominace v kategoriích nejlepší kamera (Agnès Godard), nejlepší filmový debut (Ursula Meier) a nejlepší výprava (Ivan Niclass)